# Pheidole alienata
Pheidole alienata  (лат.) — вид муравьёв рода Pheidole из подсемейства Myrmicinae (Formicidae). Южная Америка (Бразилия, Guanabara, Rio de Janeiro). 

## Описание
Мелкие земляные мирмициновые муравьи, длина около 2—3 мм. На пронотуме развиты поперечные бороздки. Обладают редкими полуотстоящими волосками на голове и грудке (более обильны на брюшке). Голова крупных рабочих (солдат) сердцевидная с выемкой на затылке, спереди покрыта линейными морщинками, продолжающимися за половину расстояния от глаз до затылка. Стебелёк между грудкой и брюшком состоит из двух члеников: петиолюса и постпетиолюса (последний четко отделен от брюшка). Окраска солдат красновато-коричневая, мелкие рабочие коричневато-жёлтые с коричневым брюшком. Крупные рабочие (солдаты): ширина головы 1,52 мм, длина головы равна 1,60 мм, длина скапуса — 0,94 мм. Мелкие рабочие: ширина головы — 0,68 мм, длина головы равна 0,84 мм, длина скапуса — 1,00 мм. 
Таксон был впервые описан в 1929 году бразильским натуралистом и священником Томасом Боргмейером (Father Thomas Borgmeier; 1892-1975) в качестве подвида Pheidole bergi subsp. alienata Borgmeier, 1929, а в 2003 году американским мирмекологом профессором Эдвардом Уилсоном повышен до видовго статуса. Сходен с видами Pheidole aenescens, Pheidole bergi, Pheidole chrysops, Pheidole cordiceps, Pheidole midas и Pheidole nesiota, отличаясь скульптурой головы и опушением.